# Centre Daily Times
Centre Daily Times è un quotidiano statunitense attivo nelle zone di Filadelfia, nello Stato federato di Pennsylvania.